# Crambus boislamberti
Crambus boislamberti là một loài bướm đêm trong họ Crambidae.